# 經濟學雜誌
經濟學雜誌（英語：The Economic Journal，縮寫為 EJ），一個採取同行評審（peer review）的學術期刊，由英國皇家經濟學會主編，Wiley-Blackwell負責發行。在1891年發行首刊，經濟學雜誌在建立現代經濟學上有重大貢獻，在全世界的經濟學研究領域中長期以來享有良好的聲譽。經濟學雜誌接受經濟學中各領域的主題，每年出刊八次。

## 著名編輯
經濟學家约翰·梅纳德·凯恩斯在1912年至1944年間，長期擔任《經濟學雜誌》主編，時間橫跨了第一次世界大戰與第二次世界大戰。1945年至1961年間，則由羅伊·哈羅德擔任。

## 外部連結
- 官方网站